# Wapen van Avereest
Het wapen van Avereest werd op 13 december 1888 per Koninklijk Besluit aan de Overijsselse gemeente Avereest toegekend. De gemeente zelf is op 1 juli 1818 van de gemeente Ommen afgesplitst. De gemeente bleef tot 1 januari 2001 een zelfstandige gemeente. Die dag is de gemeente opgegaan in de gemeente Hardenberg.

## Blazoenering
De blazoenering van het wapen luidde als volgt:
In sabel eene golvende fasce van zilver, vergezeld boven van een van keel gebonden korenschoof van goud, geplaatst tusschen twee klaverbladen van hetzelfde, en van onderen van twee kruislings geplaatste veenspitters van zilver, met de steelen van goud naar omlaag, alles omgeven door het randschrift 'Gemeentebestuur van Avereest'.
Het wapen is zwart van kleur. In het midden is een zilveren, gegolfde dwarsbalk geplaatst. Boven de dwarsbalk een gouden korenschof met een rood touw met aan weerskanten een gouden klaverblad. Onder de dwarsbalk twee veenspitters van zilver met gouden stelen, de stelen kruizen elkaar en de spades staan van elkaar af. Om het wapen een lint met daarop Gemeentebestuur van Avereest.

## Symboliek

Het wapen van Van Dedem

De klaverbladen en korenschoof symboliseren de landbouw en de veeteelt, de voornaamste wijze van bestaan in de gemeente Avereest. Mogelijk verwijst de gegolfde dwarsbalk naar de plaatselijke rivier: de Reest. Een van de klaverbladen is na de fusie van 2001 in het nieuwe wapen van Hardenberg opgenomen. De veenspitters symboliseren Dedemsvaart dat in het veenontginningsgebied is ontstaan. Tussen deze symbolen in staat de golvende dwarsbalk, deze symboliseert zeer waarschijnlijk de Reest.
In juli 1888 gaf wethouder Paul van der Elst de aanzet voor de gemeente Avereest om een wapen te kiezen. Het college van stuurde een brief naar de secretaris van de Hoge Raad van Adel om advies in te winnen. De secretaris heeft een aantal ontwerpen voorgedragen die allemaal door de burgemeester werden afgewezen. De gemeente heeft J.W.H. Waanders ingehuurd om als adviseur op te treden, deze adviseerde om het wapen van de familie Van Dedem in het gemeentewapen op te nemen. Door de familie, maar meer specifiek door Willem Jan van Dedem, kon Avereest uitgroeien tot een lokaal belangrijke plaats. De familiekleuren werden niet voor het wapen gebruikt, wel in 1962 voor de vlag van Avereest.
Ambt Almelo
· Ambt Delden
· Ambt Hardenberg
· Ambt Ommen
· Ambt Vollenhove
· Avereest
· Bathmen
· Blankenham
· Blokzijl
· Brederwiede
· Den Ham
· Denekamp
· Diepenheim
· Diepenveen
· Genemuiden
· Giethoorn
· Goor
· Grafhorst
· Gramsbergen
· Hasselt
· Heino
· Holten
· IJsselham
· IJsselmuiden
· Kamperveen
· Kuinre
· Lonneker
· Markelo
· Nieuwleusen
· Noordoostpolder
· Oldemarkt
· Olst
· Ootmarsum
· Rijssen
· Stad Almelo
· Stad Delden
· Stad Hardenberg
· Stad Ommen
· Stad Vollenhove
· Steenwijk
· Steenwijkerwold
· Urk
· Vollenhove
· Vriezenveen
· Wanneperveen
· Weerselo
· Wijhe
· Wilsum
· Zalk en Veecaten
· Zwartsluis
· Zwollerkerspel